# الحل الصعب (البوم)
الحل الصعب، البوم غنائي خليجي عربي منوع للفنان راشد الماجد طرح في عام 2005. تم تنفيذ الألبوم مع أكثر من موزع منهم الموزع المصري طارق عاكف، الفنان أحمد الهرمي إضافة إلى الموزع سيروس. وتم تسجيله ما بين دبي ، البحرين ، القاهرة ولندن .

## الأغاني
| رقم الاغنية | اسم الاغنية | كلمات                        | الحان          | توزيع                   |
| ----------- | ----------- | ---------------------------- | -------------- | ----------------------- |
| 1           | متكبر علينا | الشيخ نهيان بن زايد آل نهيان | أحمد الهرمي    | سيروس عيسى جمعة         |
| 2           | يا سلام     | فلكلور قديم                  | فلكلور قديم    | سيروس عيسى جمعة         |
| 3           | جاني حبيبي  | ناصر السبيعي                 | فهد الناصر     | سيروس عيسى جمعة         |
| 4           | تجرحي       | الأمير سعود بن عبد الله      | أحمد الهرمي    | أحمد الهرمي وياسر البنا |
| 5           | سلام عليهم  | العاني                       | أحمد الهرمي    | زفير وإسماعيل تونش بلاك |
| 6           | الحل الصعب  | الأمير بدر بن عبد المحسن     | عبد الرب ادريس | طارق عاكف               |
| 7           | عفناك       | قديم - تكملة مبارك الحديبي   | طلال مداح      | سيروس عيسى جمعة         |
| 8           | يومين       | عبد الله بودلة               | طلال مداح      | سيروس عيسى جمعة         |
| 9           | نسيناكم     | شاعر المملكة                 | أحمد الهرمي    | أحمد الهرمي وياسر البنا |
| 10          | يسلم راسك   | خالد المريخي                 | صالح الشهري    | سيروس عيسى جمعة         |
| 11          | دلوعتي      | محمد الخميساني               | نزار عبد الله  | أحمد أسدي               |
| 12          | علمني       | العاني                       | مشعل العروج    | طارق عاكف               |